# なかもとみゆき
なかもと みゆき（1979年12月12日 - ）は、日本の舞台女優。独自のスタイルで表現する「ひとり語り芝居」は高い評価を受けている。相愛高等学校卒。奈良県生駒市出身、在住。山吹草太事務所所属。演劇創作集団TPN（シアター・プロジェクト・奈良）代表。

## 来歴
1998年、大阪にて詩人の山吹草太が主宰する劇団『演劇詩人月のひまわり』に入団。心斎橋T・B HALLにて『不滅の恋』に主演。
同年、劇団の拠点が神奈川県川崎市に移動したため、同市に転居。
1999年 - 2002年、NHKテレビアニメ『忍たま乱太郎』の劇場版ミュージカル及び劇団飛行船制作『三匹の子豚』を全国巡演。どちらも主演を務める。
2000年、財団法人川崎市生涯学習振興事業団の芸術支援事業に選考され、新百合トウェンティワンホールにて『最後の晩餐』に主演。
このとき、俳優の酒井康行、古澤龍児（Wキャスト主演）の妹役を演じ、唐木恵子（現、浪曲師の春野恵子）とも共演している。
2001年、神奈川県のダイエーイベント広場及び児童養護施設三春学園にて、チャリティー公演『リトル・ボーイ〜広島断章〜』出演。
同年、財団法人川崎市国際交流協会主催イベントにて『フランスパンを買いに』出演。このときのセリフは全て英語であった。
同年、『第18回全国都市緑化フェアゆめみどりいしかわ2001「森のシアター」』の振付・演技指導を務める。上演に際し、石川県金沢市の金沢市民芸術村にて、地元の俳優20名にワークショップを行う。
2002年、『演劇詩人月のひまわり』活動停止。
2003年、同劇団主宰の山吹草太のもと、舞台表現者としてソロ活動開始。
2003年－2005年、毎月1回『ポエトリー・リーディング』を実施。計24回を行う。これが、一人で芝居をしながら朗読をする、「ひとり語り芝居」の原点である。山吹草太の詩や短編を上演するものが多かったが、その時点ではあまり世に知れ渡っていなかった『千の風になって』の物語（絵本）をアレンジして上演したこともある。上演にあたり、『千の風になって』の作曲及び絵本の著者、新井満に直接電話をかけ、上演許可をもらったという。
同年、川崎市のダイニングバーでDJを務める。
2004年 - 2005年、FMかわさきにて『なかもとみゆきのポエトリー・ラジオボックス』のパーソナリティを務める。このときも、新井満が電話でゲスト出演した。その他、現在、秀々として活動中の三味線奏者・尾上秀樹もスタジオ出演している。
2005年、タイ王国衛生省（日本の厚生省）管轄のタイ古式マッサージの資格を、総本山ワットー・ポー（ワット・プラチェートゥポンウィモンマンカラーラーム）のマッサージ・スクールで習得。
同年、地元奈良県に転居。
2006年、奈良の季刊情報誌『naranto（ナラント）』に尼僧モデルとして登場。翌号より、奈良県出身や奈良県で活躍している対談を記事にした『LIFE is the Stage』を連載。主な対談者は、薬師寺録事・小林澤應、元林院の芸妓・菊乃、映画監督・河瀬直美、万葉学者・上野誠、映画『殯の森主演・うだしげき（宇多滋樹）、シンガーソングライター・やなせなな、日本ユニセフ協会奈良県支部専務理事・山藤エリザベス、龍笛奏者・出口煌玲、落語家（上方噺家）・桂文福など。なお、2010年、『naranto』終刊に伴い、全15回で終了。
2007年、地元のわらべうたCD制作に語りで参加。
同年、『ポエトリー・リーディング・奈良』を開催。
2008年、歌手河島英五の長男・河島翔馬とともに、自然保護のためのチャリティーコンサート『元気だしてゆこう〜僕らの言霊〜』を開催。
同年、奈良少年院・奈良少年刑務所に山吹草太とともに慰問公演。
この年から、アウトドア総合メーカーのモンベルのイベント『モンベルフレンドフェア』の司会も担っている。
2009年、平城遷都1300年祭（平城遷都1300年記念事業）県民活動支援事業に採択された、奈良演劇プロジェクト『シアター・プロジェクト・奈良（TPN）オーディション・ワークショップ』（財団法人社会教育財団主催）にて講師助手を務める。
同年、奈良ウェルネス倶楽部にて、「詩の学校」・「奈良演劇工房」にて、朗読及び演技指導助手を務める。
同年、表現活動の一環として、ココロとカラダの繋がりを考えた活動を開始。タイ古式マッサージの資格を活かし、リラクゼーション・サロンをオープン。
2010年、山吹草太とともに演劇創作集団シアター・プロジェクト・奈良（TPN）を旗揚げ。
同年、TPN旗揚げ公演（平城遷都1300年祭記念公演）『家族』準主演。
同年、大阪大学大学院教授の堀江新二に招かれた演劇ワークショップにて、モスクワ演劇国立大学（ロシア国立舞台芸術学院、現ロシア舞台芸術アカデミー）教授でユーゴザーバード劇場主席演出家のワレリー・ベリャコーヴィチに「あなたはとても良い感覚を持っているから、このまま演劇を続けなさい」と褒められた。
2011年、TPN東日本大震災復興支援公演『一粒の麦』主演・作曲。
震災遺児・孤児のための寄付活動は今も続いている。
同年より、近畿各圏でTPN小学校公演『木の実は誰のもの？』を巡演。
2012年、TPN特別公演『愛しき者たちの記憶』を上演。歌手・豊岡厚恵とのコラボレーション公演で、詩の朗読および短編芝居『恋の忘れもの』主演。
同年、奈良NPOセンターの「もうひとつの学び舎」との共同事業で、「奈良こども劇団」を発足。主任講師を務める。
2013年、TPN劇場公演2013「あなたに褒められたくて」準主演・振付。
同年、奈良県主催イベント「NaRaくすりと健康2013」にて啓発演劇を上演。
また、同イベントのゲスト、2013ミス・ユニバース奈良代表・浅井美保のトークショーにて、聞き手役としても登壇。
2014年、TPN劇場公演2014「9番目のアンドロイド」主演・振付。
2015年、TPN劇場公演2015「名も無き花の咲く頃に」出演・振付・作曲。
2016年、TPN劇場公演2016「初恋」出演・振付。
2017年、TPN劇場公演2017「小さな物語をあなたに」主演・振付。

## 出演作品

### 舞台
- 不滅の恋
- 最後の晩餐

- 家族

- 一粒の麦
- 恋の忘れもの
- あなたに褒められたくて
- 9番目のアンドロイド
- 名も無き花の咲く頃に
- 初恋
- 小さな物語をあなたに

### イベント
- リトル・ボーイ〜広島断章〜
- フランスパンを買いに
- 木の実は誰のもの？

### ひとり語り芝居
- 幸せの種
- マリーの指輪
- 裏通りにいた老婆
- 帰郷
- 特別なジャガイモ
- 誰も知らない恋の物語
- 鼠と男と台所
- 千の風になって
- 石仏
- 2匹の犬
- パンと牛乳
- 千年桜姫
- 母地蔵
- 風になった少年

- 賢者の贈り物（作：オー・ヘンリー）
- 女か虎か（作：フランク・R・ストックトン）
- 炎の乙女（作：ジェイン・ヨーレン）
- 千の風になって（作：新井満）
- ちいちゃんのかげおくり（作：あまんきみこ）
- おもちゃ（作：ハーヴィ・ジェイコブズ）
- 父と息子（編：イタ・ハルバースタム、ジュディス・レヴィンサール）

### MC
- 劇団飛行船制作『三匹の子豚』（2000年）
- NHKテレビアニメ『忍たま乱太郎』忍たま新春スペシャル忍たまランド（監修：総合ビジョン、2001年）
- 『ポエトリー・リーディング・noborito』（2003年 - 2005年）
- 『ポエトリー・リーディング・奈良』（2007年 -2008年 ）
- 株式会社モンベル主催『モンベルフレンドフェア』（2008年 - ）
- 宇陀商工会主催『榛原あいさこいさ祭り秋の伊勢街道おかげ祭り』（2011年）
- 奈良県主催奈良NPOセンター委託事業『みほんいち奈良県東部山間地域フォーラム＆PR展』（2013年）

### ラジオ・DJ
- ダイニングレストラン『なかもとみゆきのポエム・オブ・ミュージック・ボックス』DJ（2002年）
- FMかわさき『なかもとみゆきのポエトリー・ラジオ・ボックス』パーソナリティ（2004年）
- NHKラジオ第1放送『ここはふるさと・旅するラジオ』出演（2007年）